# Badanie przesiewowe
Badanie przesiewowe, badanie skriningowe, skrining – profilaktyczne badanie przeprowadzane wśród osób niemających objawów danej choroby w celu jej wykrycia i wczesnego leczenia, co zapobiega poważnym następstwom tej choroby w przyszłości.
Badania przesiewowe wykonuje się w całej populacji lub tylko w grupach wysokiego ryzyka (dotyczy to, między innymi, profilaktyki cukrzycy i nowotworów piersi). Celem tych badań jest wykrycie choroby lub podatności na chorobę we wczesnej fazie i dzięki temu umożliwienie wczesnej interwencji, która zredukowałaby zarówno zapadalność, jak też ciężar choroby dla pacjenta. Często badanie przesiewowe umożliwia tylko postawienie wstępnej diagnozy, która musi być potwierdzona bardziej dokładnymi testami. 
Istnieją potencjalne negatywne skutki skriningu, w tym postawienie fałszywej diagnozy (pozytywnej lub – co gorsza, bo dającej błędne poczucie bezpieczeństwa – negatywnej). Z tych przyczyn testy używane w programach przesiewowych muszą wykazywać się dobrą czułością przy akceptowalnej swoistości, zwłaszcza przy chorobach o niskiej zapadalności. 

## Wymagania stawiane badaniom przesiewowym
- Schorzenie powinno stanowić istotny problem zdrowia publicznego.
- Powinna występować wczesna, bezobjawowa faza schorzenia.
- Dostępna jest odpowiednia metoda.
- Istnieje uznany standard leczenia danego schorzenia.
- Są dowody na to, że leczenie schorzenia we wczesnej (bezobjawowej) fazie ma wpływ na stan pacjenta w odległej przyszłości[4]